# Caroline Pizzala

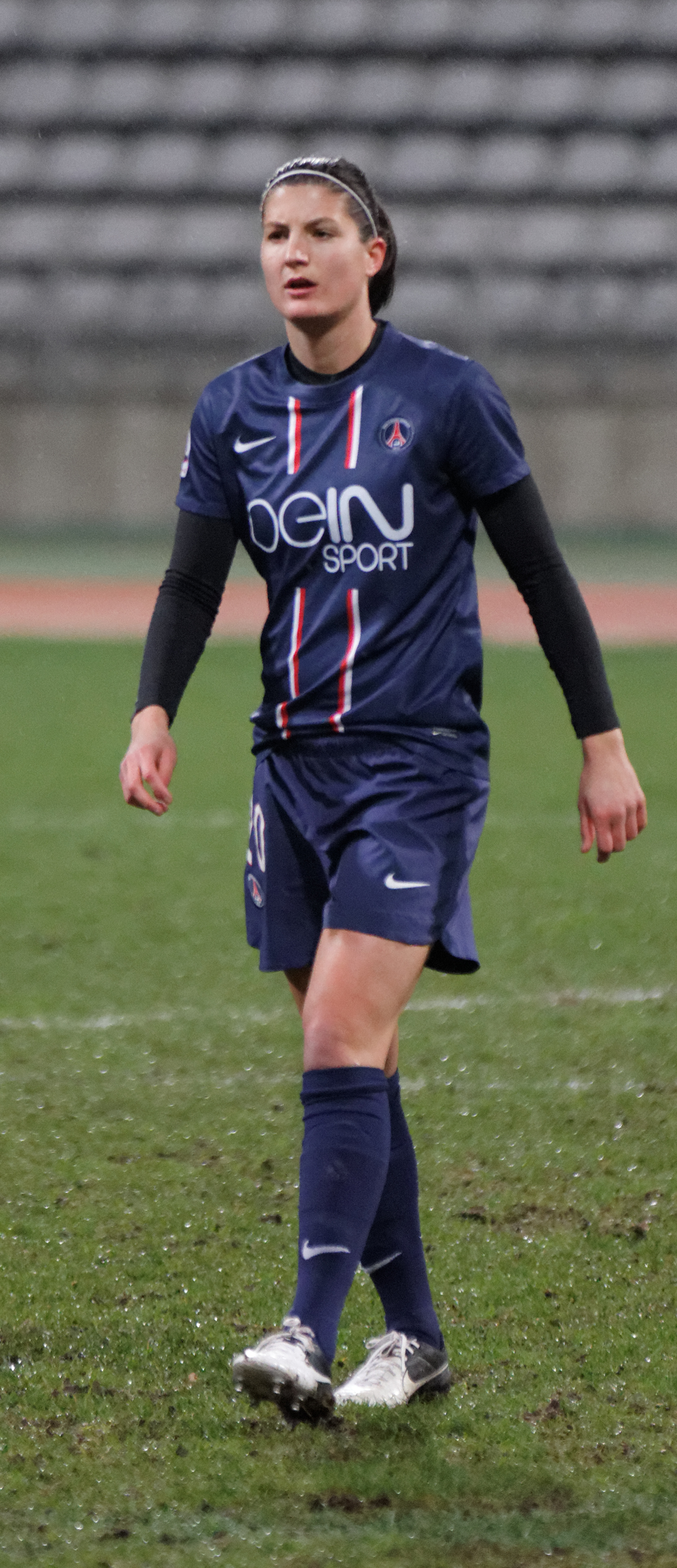

Caroline Pizzala (* 23. November 1987 in Marseille) ist eine französische Fußballspielerin.

## Vereinskarriere
Caroline Pizzala begann als Mädchen bei Marseille Sud Roy d’Espagne mit dem Vereinsfußball. Ab 1997 spielte sie bei ASPTT Marseille und ab 2001 bei Celtic Marseille, dort in der Saison 2004/05 auch in der Ligaelf der Frauen. 2005 wurde sie in das Verbandsnachwuchszentrum Clairefontaine aufgenommen und spielte auch für dessen Ligateam. Nach zwölf Monaten kehrte sie zu Celtic zurück, nur um ein weiteres Jahr später (2007) bei der Erstligafrauschaft des Paris Saint-Germain FC einen Vertrag zu unterschreiben. Mit Paris gewann die Mittelfeldspielerin 2010 ihren ersten nationalen Titel, den Landespokal, und wurde 2011 sowie 2013 und 2014 Vizemeister. Gleich anschließend kehrte sie in ihre Geburtsstadt zurück und spielt dort auch 2019/20 noch für das zwischen erster und zweiter Liga pendelnde Frauenteam von Olympique Marseille.

## In der Nationalelf
Caroline Pizzala, die schon 2003 mit der französischen U-17 den dritten Platz beim  European Youth Festival (dem Vorläufer der offiziellen U-17-Fußball-Europameisterschaft der Frauen) gewonnen hatte, hat insgesamt fast 20 Länderspiele in der U-19 bis U-21 vorzuweisen. Im Oktober 2007 berief Nationaltrainer Bruno Bini sie anlässlich einer Begegnung gegen die Niederlande erstmals in die französische A-Nationalelf. In diesem Kreis hat sie 17 Spiele – ohne eigenen Treffer – absolviert (Stand: 24. August 2011). Sie stand auch im französischen Aufgebot für die Frauenweltmeisterschaft 2011; in Deutschland kam sie allerdings nur im gegen Schweden verlorenen Spiel um Platz drei zu einem Kurzeinsatz.

## Palmarès
- Französische Pokalsiegerin: 2010

## Belege und Anmerkungen
1. ↑  siehe „Caroline Pizzala: Décrocher la médaille de bronze“ auf der Seite der FFF

| Personendaten    | Personendaten                 |
| ---------------- | ----------------------------- |
| NAME             | Pizzala, Caroline             |
| KURZBESCHREIBUNG | französische Fußballspielerin |
| GEBURTSDATUM     | 23. November 1987             |
| GEBURTSORT       | Marseille                     |